# Kleingießhübel
Kleingießhübel je vesnice, místní část obce Reinhardtsdorf-Schöna v německé spolkové zemi Sasko. Nachází se v zemském okrese Saské Švýcarsko-Východní Krušné hory a má 170 obyvatel.

## Historie
Lesní lánová ves Kleingießhübel je středověkého založení, první písemná zmínka o ní pochází z roku 1379, kdy je uváděna jako Gizobel. Roku 1412 stál ve vsi poplužní dvůr. V roce 1973 se Kleingießhübel spojil se sousedními vesnicemi Schönou a Reinhardtsdorfem a vytvořili tak společnou obec Reinhardtsdorf-Schöna.

## Geografie
Kleingießhübel se nachází v oblasti Labských pískovců, která je také nazývaná Saské Švýcarsko. Vesnicí protéká potok ústící na západě zprava do Krippenbachu. Jihovýchodně od zástavby se nachází stolová hora Kleiner Zschirnstein (473 m) a za ní Großer Zschirnstein (560 m). Katastrální území vsi sahá až k česko-německé státní hranici, přičemž hraniční přechod je určen jen pro pěší a cyklisty.

## Pamětihodnosti
- podstávkové a hrázděné domy

## Galerie

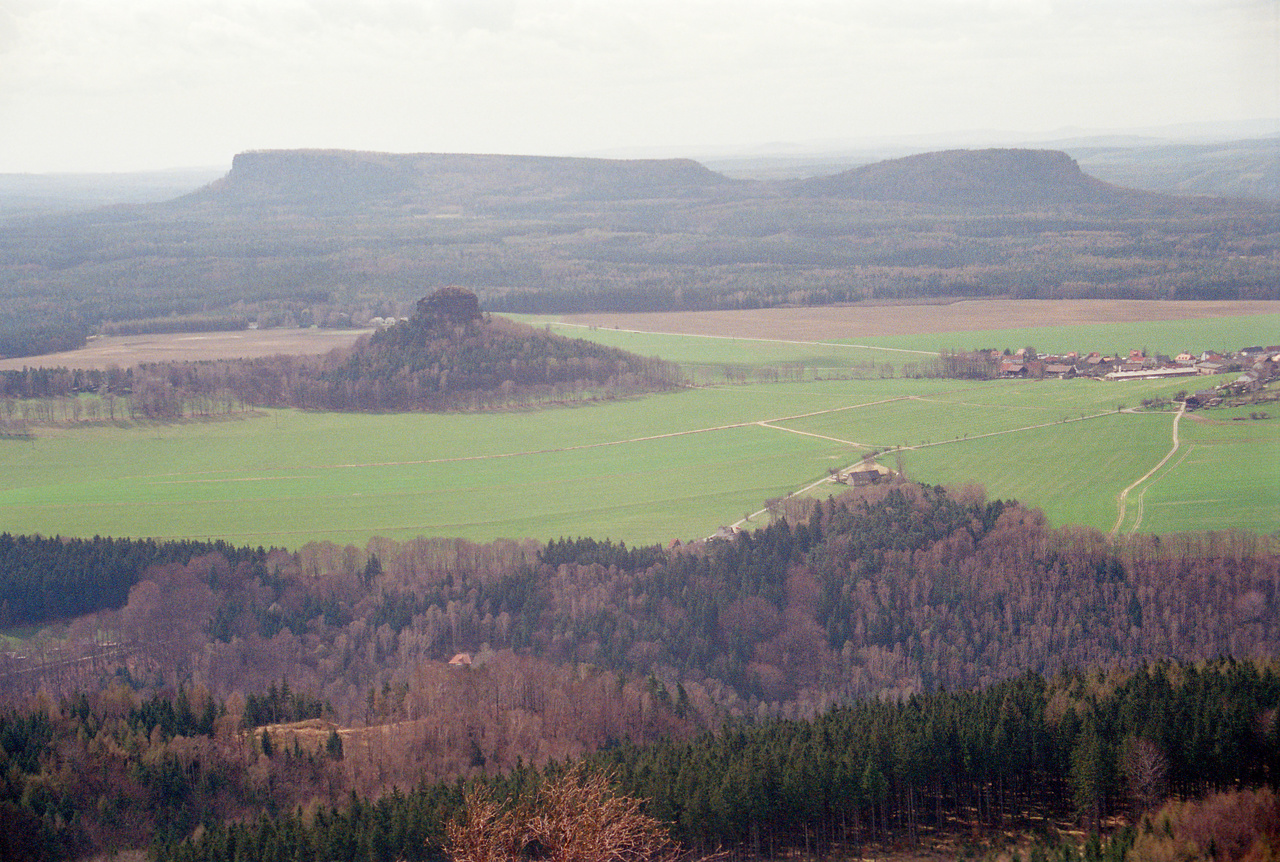
Großer a Kleiner Zschirnstein
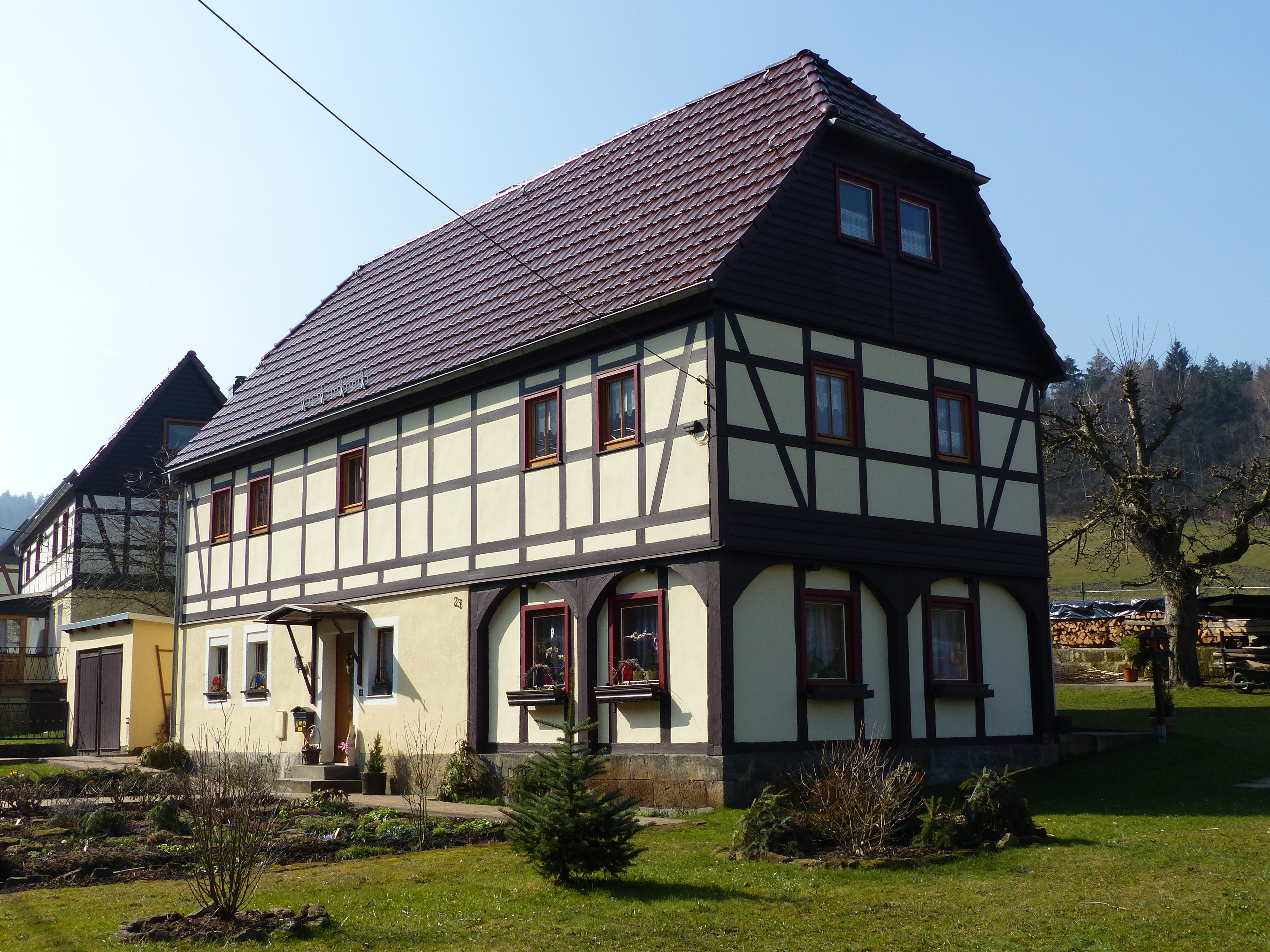
Podstávkový dům s hrázděným patrem
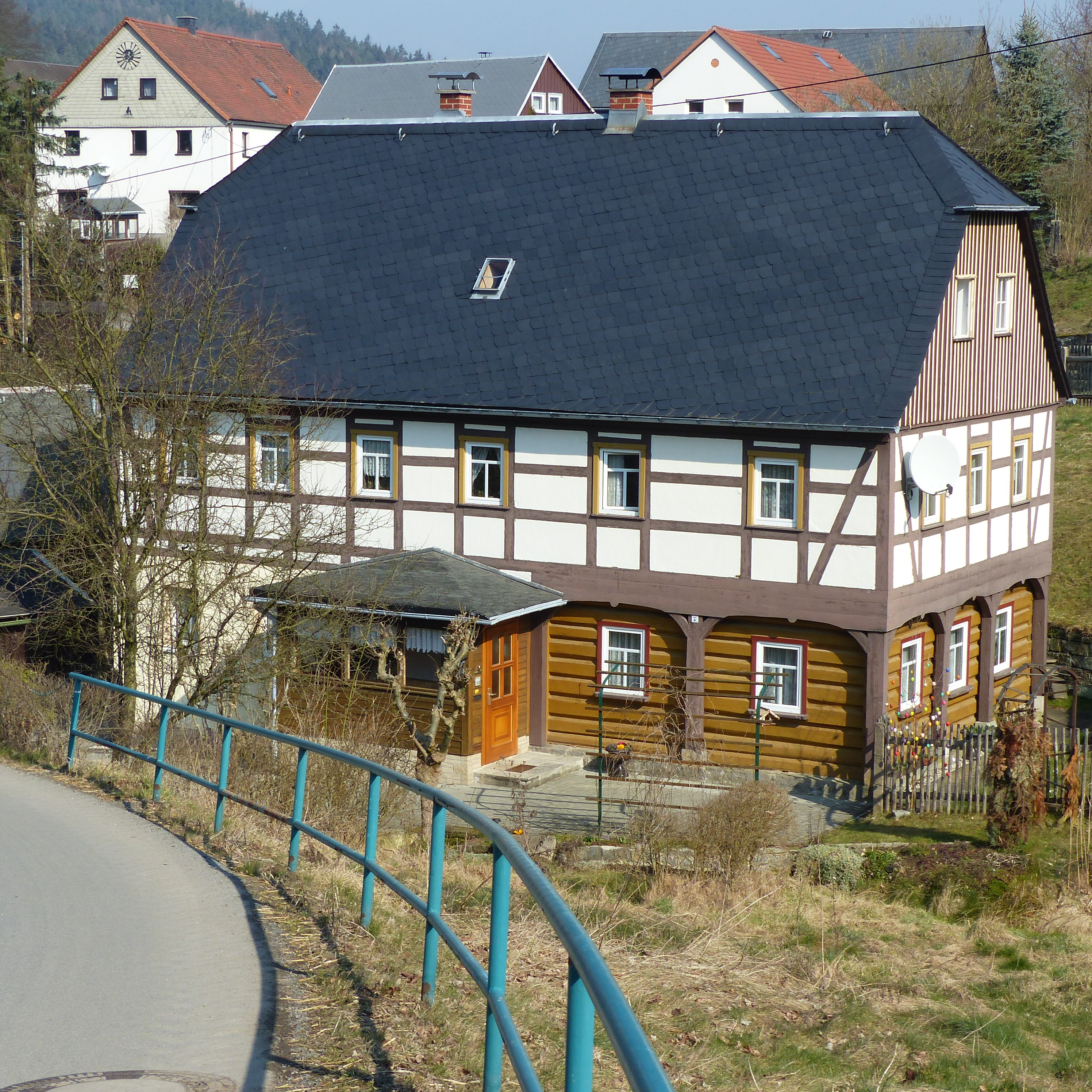
Podstávkový dům s hrázděným patrem